# Дунаев, Михаил Никитович
Михаи́л Ники́тович Дуна́ев (1923—1945) — лейтенант Рабоче-крестьянской Красной Армии, участник Великой Отечественной войны, Герой Советского Союза (1945).

## Биография
Михаил Дунаев родился в 1923 году в селе Ольшанка (ныне — Башмаковский район Пензенской области) в крестьянской семье. Окончил неполную среднюю школу, после чего работал в колхозе, затем с апреля 1941 года работал на строительстве железной дороги Ярославль-Рыбинск. В марте 1942 года Дунаев был призван на службу в Рабоче-крестьянскую Красную Армию. Окончил ускоренный курс Ленинградского артиллерийского училища. С февраля 1943 года — на фронтах Великой Отечественной войны. Принимал участие в боях на Юго-Западном, Западном, Южном, 4-м и 3-м Украинском, 1-м и 3-м Белорусском фронтах. К январю 1945 года гвардии лейтенант Михаил Дунаев командовал огневым взводом 125-го гвардейского артиллерийского полка 54-й гвардейской стрелковой дивизии 3-го гвардейского стрелкового корпуса 28-й армии 3-го Белорусского фронта. Отличился во время боёв в Восточной Пруссии.
14 января 1945 года противник предпринял контратаку против позиций взвода в районе населённого пункта Альт-Будупёнен (ныне — посёлок Калиновка Нестеровского района Калининградской области). Взвод Дунаева уничтожил два танка. Когда из строя выбыл командир и наводчик одного из орудий, Дунаев сам встал к орудию и уничтожил четыре вражеских танка. Был ранен, но не покинул поля боя, продолжая сражаться. В том бою Дунаев погиб. В результате сражения противник был вынужден отступить, потеряв 8 танков и около 50 солдат и офицеров. Похоронен в посёлке Ватутино Нестеровского района.
Указом Президиума Верховного Совета СССР от 19 апреля 1945 года за «мужество, отвагу и героизм, проявленные на фронте борьбы с немецкими захватчиками», гвардии лейтенант Михаил Дунаев посмертно был удостоен высокого звания Героя Советского Союза. Также был награждён орденами Ленина, Отечественной войны 2-й степени и Красной Звезды.